# 26629 Zahller
26629 Zahller (2000 GZ132) là một tiểu hành tinh vành đai chính được phát hiện ngày 12 tháng 4 năm 2000 bởi C. B. Luginbuhl ở U.S. Naval Observatory's Flagstaff Station.